# Forebyggende Krig
Forebyggende Krig er en single fra det norske black metal-band Darkthrone, udgivet i 2006. Den blev begrænset til 2000 eksemplarer og var eksklusivt tilgængelig online. Singlen indeholder en coverversion af sangen "Bad Attitude" af punkbandet Testors.

## Spor
1. "Forebyggende Krig" – 3:41
2. "Bad Attitude" (Testors-cover) – 1:42

## Musikere
- Nocturno Culto – El-guitar, bas, vokal, støttevokal på "Bad Attitude".
- Fenriz – Trommer, vokal på "Bad Attitude", støttevokal på "Forebyggende Krig".